# 李完 (嘉靖進士)
李完（1500年—？年），字子美，號龍塘，湖廣荊州府石首縣人，民籍，治《書經》，明朝政治人物。

## 生平
十月十四日生，行二，由國子生中式嘉靖四年（1525年）乙酉科湖廣鄉試第三十名舉人，年三十三歲中式嘉靖十一年（1532年）壬辰科會試第六十四名，廷試第三甲第一百七十六名進士。觀通政司政，授嚴州府推官，十六年四月选授试御史，卒。

## 家族
曾祖李茂珎；祖李德良，知縣；父李天和；母袁氏。具慶下，妻張氏，兄實，弟容；官；守。

## 延伸阅读
[在维基数据编辑]